# Rheinallee 26 (Bonn)

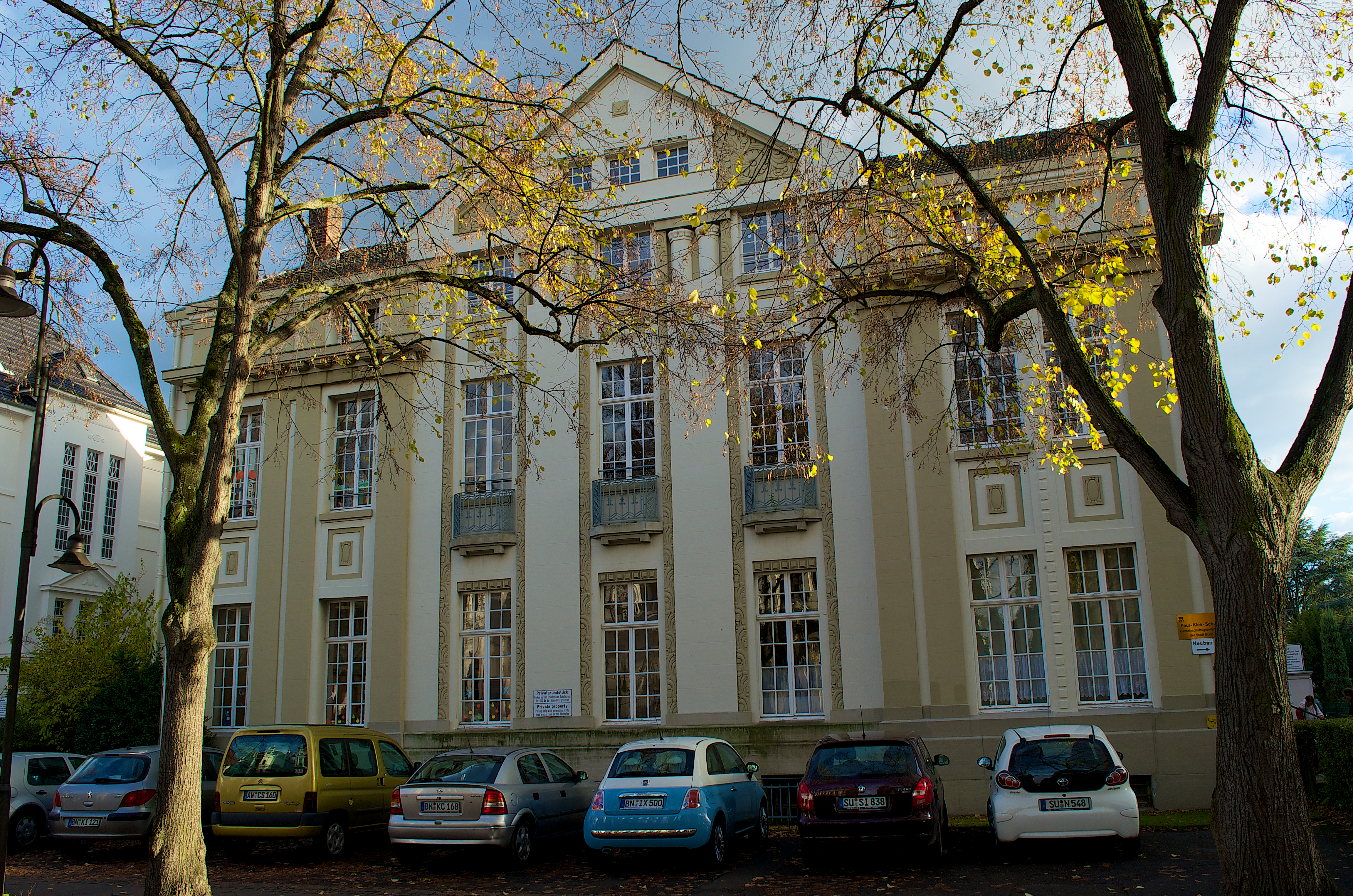
Gebäude Rheinallee 26 (2012)

Das Gebäude Rheinallee 26 im Bonner Stadtbezirk Bad Godesberg ist ein Schulgebäude, das 1863 erbaut wurde und 1910 seine heutige Fassade erhielt. Es liegt im Zentrum des Ortsteils Godesberg-Villenviertel und ist heute Sitz der Paul-Klee-Schule. Das Gebäude steht als Baudenkmal unter Denkmalschutz.

## Geschichte
Das Gebäude entstand 1863 als Knabenpensionat.:123 Später diente es als „Pension internationale“ unter dem Namen Villa Erholung:129, die sich als Unterkunft für den Sommer- und Winteraufenthalt von Alleinstehenden bewarb und im Haus Einrichtungen für die Kaltwasserkur besaß (Stand: 1897):130. 1896 wurde ein Vorraum angebaut.:129 1908 erwarb der im Jahre zuvor gegründete Keplerbund zur Förderung der Naturerkenntnis das Gebäude und nahm dort am 1. April seine Arbeit auf, sodass es nunmehr die Funktion eines Bürohauses hatte. 1910 ließ der Keplerbund nach Plänen des Godesberger Architekten Willy Maß die Fassade des Gebäudes umbauen.:129
Im Februar 1920 verlegte der Keplerbund seinen Sitz nach Detmold. Spätestens unmittelbar im Anschluss erwarb Edmund Schopen (1882–1961), ehemaliger Kaplan an St. Marien in Godesberg, das Gebäude und richtete dort das von ihm gegründete Deutsche Kolleg ein, eine an keine Religionsgemeinschaft gebundene, national ausgerichtete Höhere Schule mit Internatsbetrieb. Sie nahm am 15. April 1920 mit zunächst 22 Schülern ihren Betrieb in dem Haus auf.:112 Noch im selben Jahr wurde es um einen kleinen Esssaalanbau erweitert, im Sommer und Herbst 1921 folgte der Anbau eines großen Flügels.:114 1921/22 wurde die Schule in eine Stiftung ohne Beteiligung des ursprünglichen Gründers Schopen umgewandelt.:112 f. 1924/25 kam das Nachbarhaus Rheinallee 28 als Schul- und Internatsgebäude hinzu:114, 1936 die benachbarte Villa Rheinallee 24. Im Sommer 1939:126 wurde das Deutsche Kolleg mit dem Aloisiuskolleg zur Städtischen Oberschule zusammengeschlossen, nach der kriegsbedingten Schließung des Schulbetriebs im Herbst 1944 wurde es nicht wiederbegründet.:112
Nach dem Zweiten Weltkrieg diente das Gebäude zunächst als evangelische Grundschule. Für diese entstand im rückwärtigen Bereich des Grundstücks später ein Neubau.:130 Heute gehören beide Gebäude zur Paul-Klee-Schule, einer Gemeinschaftsgrundschule in Trägerschaft der Stadt Bonn. Spätestens seit Anfang der 1990er-Jahre ist dort auch eine Japanische Schule untergebracht.:130